# Paprat Peak
Der Paprat Peak (bulgarisch връх Папрат wrach Paprat) ist ein 650 m hoher und vereister Berg in den Solvay Mountains auf der Brabant-Insel im Palmer-Archipel westlich der Antarktischen Halbinsel. Er ragt 3,5 km ostsüdöstlich des Kondolov Peak, 4,4 km südlich bis östlich des Mount Aciar, 7,35 km südwestlich des Cook Summit, 7 km nordwestlich des Cervantes Point und 6 km nordöstlich des Mount Bulcke. Der Koch-Gletscher liegt östlich, die Chiriguano Bay südlich und der Jenner-Gletscher nordwestlich von ihm.
Britische Wissenschaftler kartierten ihn 1980 und 2008. Die bulgarische Kommission für Antarktische Geographische Namen benannte ihn 2015 nach der Ortschaft Paprat im Süden Bulgariens.